# Équipe cycliste Pío Rico
L'équipe cycliste Pío Rico est une équipe cycliste bolivienne, ayant le statut d'équipe continentale.

## Histoire de l'équipe
En 2024, l'équipe devient un club amateur.

## Principales victoires
- GP Internacional de Ciclismo de Santa Catarina : 2023 (Juan Felipe Rodríguez)

## Classements UCI
L'équipe participe aux épreuves des circuits continentaux et en particulier de l'UCI America Tour. Les tableaux ci-dessous présentent les classements de l'équipe sur les différents circuits, ainsi que son meilleur coureur au classement individuel.
UCI America Tour
| UCI America Tour | UCI America Tour       | UCI America Tour                          | UCI America Tour |
| Année            | Classement par équipes | Meilleur coureur au classement individuel |                  |
| ---------------- | ---------------------- | ----------------------------------------- | ---------------- |
| 2022             | 20e                    | Freddy González (201e)                    |                  |
| 2023             | -                      | José Manuel Aramayo (61e)                 |                  |
|                  |                        |                                           |                  |
| Source : UCI     |                        |                                           |                  |

L'équipe est également classée au Classement mondial UCI qui prend en compte toutes les épreuves UCI et concerne toutes les équipes UCI.
| Classement mondial | Classement mondial     | Classement mondial                        | Classement mondial |
| Année              | Classement par équipes | Meilleur coureur au classement individuel |                    |
| ------------------ | ---------------------- | ----------------------------------------- | ------------------ |
| 2022               | 163e                   | Freddy González (1455e)                   |                    |
| 2023               | -                      | José Manuel Aramayo (658e)                |                    |
|                    |                        |                                           |                    |
| Source : UCI       |                        |                                           |                    |

## Pio Rico Cycling Team en 2022
| Cycliste              | Date de naissance | Nationalité | Équipe 2021           |  |
| --------------------- | ----------------- | ----------- | --------------------- |  |
| Rolando Amargo        | 22 novembre 1996  | Bolivie     | Pio Rico Cycling Team |  |
| Javier Arando         | 24 février 1994   | Bolivie     | Pio Rico Cycling Team |  |
| José Martín Arando    | 12 mars 1991      | Bolivie     |                       |  |
| Pablo Castro Figueroa | 17 septembre 2000 | Bolivie     | Pio Rico Cycling Team |  |
| Ronald Coca           | 9 juin 2002       | Bolivie     | Pio Rico Cycling Team |  |
| Juan Cotumba          | 17 décembre 1980  | Bolivie     | Pio Rico Cycling Team |  |
| René Daza             | 16 février 1997   | Bolivie     | Pio Rico Cycling Team |  |
| Marco Fabián Flores   | 30 septembre 1987 | Bolivie     |                       |  |
| Freddy Gonzales       | 9 novembre 1994   | Bolivie     | Pio Rico Cycling Team |  |
| Wilber Rodríguez      | 10 février 1999   | Bolivie     | Pio Rico Cycling Team |  |
| William Rodríguez     | 23 décembre 1993  | Bolivie     | Pio Rico Cycling Team |  |